# غلاف عطارد الجوي
غلاف المشتري الجوي
يتمتع كوكب عطارد بغلاف جوي ضعيف للغاية ومتغير بشكل كبير (وهو طبقة إكسوسفير مرتبطة بالسطح)، ويتكون من الهيدروجين، والهيليوم، والأكسجين، والصوديوم، والكالسيوم، والبوتاسيوم، وبخار الماء، بمستوى ضغط إجمالي يبلغ 10−14 بار (1 نانوباسكال). تأتي مركبات الإكسوسفير من الرياح الشمسية أو القشرة الكوكبية. يدفع الضوء الشمسي غازات الغلاف الجوي للكوكب بعيدًا عن الشمس، مشكلًا ما يشبه ذيل المذنب خلف كوكب عطارد.
كانت مسألة وجود غلاف جوي لكوكب عطارد محل خلاف بين العلماء قبل عام 1974، على الرغم من تكون إجماع بين العلماء، حتى ذلك الوقت، على عدم وجود أي غلاف جوي كبير حول كوكب عطارد، مثل القمر. أُكد هذا الاستنتاج عام 1974، عندما اكتشف المسبار الفضائي غير المأهول، مارينر 10، وجود غلاف جوي ضعيف فقط حول الكوكب. ولاحقًا، في عام 2008، أُجريت بعد القياسات المطورة، بواسطة مسبار ماسنجر الفضائي، والتي اكتشفت وجود المغنسيوم في الإكسوسفير الخاص بكوكب عطارد.

## الخصائص

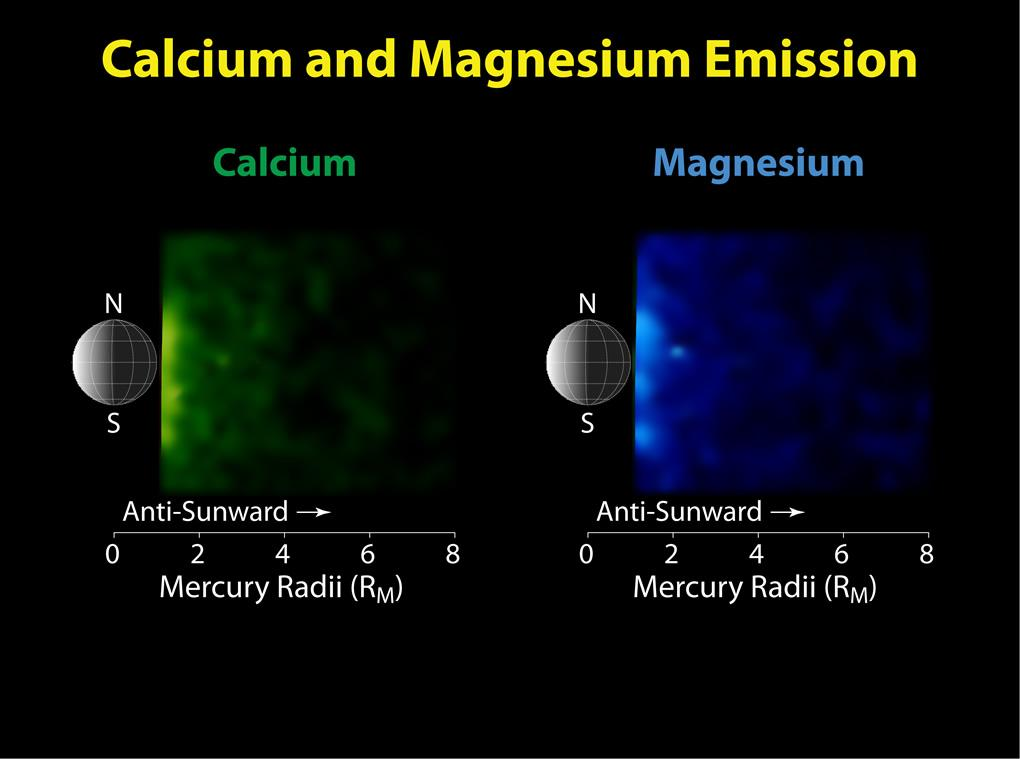
الكالسيوم والمغنسيوم في الذيل.

حددت عمليات رصد الأشعة فوق البنفسجية لمسبار مارينر 10 أعلى قيمةً لكثافة سطح الإكسوسفير بنحو 105 جسيمات لكل سنتيمتر مكعب. ويتوافق هذا القياس مع الضغط السطحي للكوكب الذي يبلغ 10−14 بار (1 نانوباسكال).
تعتمد درجة حرارة الإكسوسفير الخاص بكوكب عطارد على مركباته، بالإضافة إلى الموقع الجغرافي على الكوكب. فبالنسبة للهيدروجين الذري في الإكسوسفير، تصل درجة حرارته إلى 420 كلفن، وهي القيمة التي حصل عليها كل من مارينر 10 وماسنجر. ترتفع درجة حرارة الصوديوم عن الهيدروجين بشكل كبير، إذ تتراوح بين 760 إلى 1500 كلفن عند خط الاستواء، و1500 إلى 3500 كلفن عند القطبين. تُظهر بعض عمليات الرصد أن كوكب عطارد محاطًا بهالة ساخنة من ذرات الكالسيوم بدرجات حرارة تتراوح بين 12000 إلى 20000 كلفن.

### الذيول
بسبب اقتراب كوكب عطارد من الشمس، تزداد قوة الضغط الناتج عن ضوء الشمس بشكل كبير مقارنةً بكوكب الأرض. يدفع الإشعاع الشمسي الذرات المتعادلة بعيدًا عن عطارد، مشكلًا ما يشبه بذيل المذنب خلف الكوكب. يعتبر الصوديوم المكون الرئيسي في هذا الذيل، وتمكن العلماء من رصده على مسافة تخطت 24 مليون كيلومتر من الكوكب (ما يُعادل 1000 مرة من نصف قطر الكوكب). يتمدد ذيل الصوديوم بسرعة كبيرة ليصل إلى قطر يبلغ 20 ألف كيلومتر على مسافة 17500 كيلومتر. وفي عام 2009، رصدت ماسنجر أيضًا الكالسيوم والمغنسيوم في الذيل، ولكن رُصدت هذه العناصر على مسافات أقل من ثماني مرات من نصف قطر الكوكب فقط.